# Eriocaulon hayatanum
Eriocaulon hayatanum är en gräsväxtart som beskrevs av Tetsuo Michael Koyama. Eriocaulon hayatanum ingår i släktet Eriocaulon och familjen Eriocaulaceae.
Artens utbredningsområde är Vietnam. Inga underarter finns listade i Catalogue of Life.